# Agios Symeon
Agios Symeon (in greco Άγιος Συμεών?; in turco: Avtepe) è un villaggio della penisola del Karpas nel nord dell'isola mediterranea di Cipro. Esso è appartenente de iure al distretto di Famagosta di Cipro, mentre de facto si trova nel distretto di İskele della Repubblica Turca di Cipro del Nord. Prima del 1974 il villaggio era abitato esclusivamente da turco-ciprioti. 
Nel 2011 Avtepe aveva 119 abitanti.

## Geografia fisica
Avtepe si trova nella penisola del Karpas, sulla strada per Kaleburnu/Galinoporni. Il villaggio si trova sette chilometri a sud-est di Gialousa/Yeni Erenköy e tre chilometri a nord-est di Vothylakas/Derince.

## Origini del nome
Mentre il nome greco del villaggio deriva da un San Simeone, in turco Avtepe significa "Collina della caccia".

## Monumenti e luoghi d'interesse

### Siti archeologici
Vicino al villaggio è situato un importante gruppo di grotte, che ospitano resti di costruzioni.

## Società

### Evoluzione demografica
Durante il periodo ottomano (1570/71-1878), i censimenti della popolazione erano condotti allo scopo di riscuotere le tasse. Pertanto, venivano contati solo i capifamiglia maschi. Nel 1831 ad Avtepe c'erano esattamente 30 uomini, tutti considerati turchi. Dopo che gli inglesi nel 1878 presero il controllo dell'isola, il loro censimento del 1891 censì 268 abitanti turchi e tre greci. Dieci anni dopo, tuttavia, questo numero era sceso a soli 180. Nei censimenti successivi, la popolazione oscillò tra 207 (nel 1911) e 199 abitanti (nel 1921), raggiungendo 206 abitanti nel 1931. Il villaggio contava di nuovo otto greci in questo periodo, scesi a uno solo nel 1946. Invece, il numero di abitanti turchi salì a 240, e sino a 333 nel 1960. Da allora, nessun greco vive più nel villaggio. Nel 1958 e nel 1964 il villaggio accolse rifugiati turchi, ma nel 1970 solo gli abitanti originali vivevano ancora ad Avtepe, nessuno dei quali dovette fuggire.
Prima del 1974, cioè prima dell'occupazione turca, Avtepe era quindi già abitata esclusivamente da turchi ciprioti; nel 1973 ce n'erano 333. Tra il 1964 e il 1974, al tempo dell'amministrazione turca di Cipro, il villaggio amministrativamente faceva parte dell'enclave turca di Galateia, ma non accolse alcun profugo da altri villaggi. Il censimento del 1960 contava 333 turchi ciprioti, nel 1978 erano 305.
Gli abitanti più giovani del villaggio sono emigrati nei villaggi più grandi, così che la popolazione da allora si è ridotta drasticamente. Nel 2006, c'erano solo 151 abitanti e nel 2011 solo 119.